# Archieparquía de Damasco de los sirios
La archieparquía de Damasco de los sirios (en latín: Archieparchia Damascena Syrorum y en árabe: أبرشية دمشق للسريان الكاثوليك‎) es una circunscripción eclesiástica de la Iglesia católica en Siria. Se trata de una archieparquía siria, sede metropolitana de la provincia eclesiástica de Damasco de los sirios. Desde el 12 de julio de 2019 su archieparca es Youhanna Jihad Battah.

## Territorio y organización
La archieparquía extiende su jurisdicción sobre los fieles católicos de rito antioqueno sirio residentes en el sur de Siria: gobernaciones de Daraa, As-Suwayda, Damasco, Quneitra (incluyendo los Altos del Golán, ocupados por Israel desde 1967) y en todo o en parte de la gobernación de la Campiña de Damasco). La archieparquía está dentro del territorio propio del patriarcado de Antioquía de los sirios.
La sede de la archieparquía se encuentra en el barrio de Bab Sharqi de la ciudad de Damasco, en donde se halla la Catedral de San Pablo.
En 2021 en la archieparquía existían 5 parroquias:
- Catedral de San Pablo, en Damasco
- Nuestra Señora de Fátima, en Damasco
- Jesús Obrero, en Damasco
- Nuestra Señora de la Liberación, en Qatana
- San José, en Jaramana

## Historia
Ya había cristianos en Damasco en tiempos de la conversión de Pablo de Tarso. Los primeros obispos miafisitas de Damasco fueron Mammianus (512-518) y Tomás, quien fue exiliado por el emperador Justiniano I en 519.
Había una diócesis de la Iglesia ortodoxa siríaca en Damasco, atestiguada por primera vez en el siglo VII, aunque la serie de obispos es continua desde el año 818. La diócesis persistía en el siglo XIV y parece haber sido una de las pocas diócesis ortodoxas siríacas que se mantuvo inalterada hasta el siglo XV y más allá. A mediados del siglo XV la sede siríaca ortodoxa de Damasco se fusionó con la de Jerusalén, manteniéndose unidas hasta principios del siglo XVI.
Tras el intento vano de unión en el Concilio de Florencia de 1444, desde 1510 algunos de los obispos de la sede siríaca de Damasco comenzaron a relacionarse personalmente con la Santa Sede. Como resultado, este movimiento de unidad comenzó a expandirse y desde 1633 hubo conversiones aisladas de obispos ortodoxos siríacos de Damasco al catolicismo. 
El 28 de enero de 1659 el papa confirmó a Andrés Akijan como obispo de Alepo como el primero con jurisdicción efectiva y reconoció el rito sirio jacobita mediante la bula Inter gravissimas. El 23 de abril de 1663 lo confirmó como primer patriarca católico de Antioquía de los sirios, pero las persecuciones impidieron el establecimiento de la jerarquía hasta 1829, cuando el gobierno del Imperio otomano dio reconocimiento legal a la Iglesia católica siria, aprobando la separación civil y religiosa de su contraparte ortodoxa. Esto permitió que el metropolitano Jacques Haliani en junio de 1829 llamara a unirse al catolicismo a toda su diócesis siro-ortodoxa de Damasco (de la que era obispo desde el 20 de junio de 1824), y todos sus sacerdotes, su pueblo y sus iglesias lo siguieron en la fe. El 14 de marzo de 1837 fue confirmado por el papa como archieparca de Damasco.
El papa Juan Pablo II visitó la archieparquía en mayo de 2001.

## Estadísticas
Según el Anuario Pontificio 2022 la archieparquía tenía a fines de 2021 un total de 7000 fieles bautizados.
| Año                                                                             | Población            | Población | Población      | Sacerdotes | Sacerdotes    | Sacerdotes    | Bautizados por sacerdote | Diáconos permanentes | Religiosos | Religiosos | Parroquias |
| Año                                                                             | Bautizados católicos | Total     | % de católicos | Total      | Clero secular | Clero regular | Bautizados por sacerdote | Diáconos permanentes | Varones    | Mujeres    | Parroquias |
| ------------------------------------------------------------------------------- | -------------------- | --------- | -------------- | ---------- | ------------- | ------------- | ------------------------ | -------------------- | ---------- | ---------- | ---------- |
| 1950                                                                            | 3000                 | 450 000   | 0.7            | 7          | 7             |               | 428                      |                      |            |            | 5          |
| 1970                                                                            | 3000                 | ?         | ?              | 6          | 6             |               | 500                      |                      |            |            | 4          |
| 1980                                                                            | 3500                 | ?         | ?              | 4          | 4             |               | 875                      | 3                    | 3          |            | 3          |
| 1990                                                                            | 4500                 | ?         | ?              | 9          | 9             |               | 500                      | 2                    |            | 6          | 6          |
| 1999                                                                            | 6200                 | ?         | ?              | 9          | 9             |               | 688                      | 4                    |            | 8          | 4          |
| 2000                                                                            | 6200                 | ?         | ?              | 6          | 6             |               | 1033                     | 5                    |            | 8          | 4          |
| 2001                                                                            | 6400                 | ?         | ?              | 13         | 13            |               | 492                      | 5                    |            | 10         | 5          |
| 2002                                                                            | 6500                 | ?         | ?              | 12         | 12            |               | 541                      | 5                    |            | 10         | 5          |
| 2003                                                                            | 6500                 | ?         | ?              | 11         | 11            |               | 590                      | 3                    |            | 10         | 5          |
| 2004                                                                            | 6500                 | ?         | ?              | 12         | 12            |               | 541                      | 5                    |            | 10         | 5          |
| 2006                                                                            | 8000                 | ?         | ?              | 11         | 11            |               | 727                      | 5                    |            | 10         | 5          |
| 2009                                                                            | 14 000               | ?         | ?              | 9          | 9             |               | 1555                     | 5                    |            | 10         | 5          |
| 2013                                                                            | 14 000               | ?         | ?              | 7          | 7             |               | 2000                     | 5                    |            | 10         | 5          |
| 2016                                                                            | 14 000               | ?         | ?              | 7          | 7             |               | 2000                     | 5                    |            | 10         | 5          |
| 2019                                                                            | 14 000               |           |                | 14         | 8             | 6             | 1000                     |                      | 8          | 15         | 5          |
| 2021                                                                            | 7000                 | ?         | ?              | 16         | 8             | 8             | 437                      | 3                    | 8          | 8          | 5          |
| Fuente: Catholic-Hierarchy, que a su vez toma los datos del Anuario Pontificio. |                      |           |                |            |               |               |                          |                      |            |            |            |

## Episcopologio
- Pierre Messercia † (23 de diciembre de 1716-enero de 1720 falleció)
- Nehemes Codsi † (12 de febrero de 1721-?)
- Grégoire Siméon Zora † (1810-8 de marzo de 1816 confirmado patriarca de Antioquía)
- Jacques Haliani (Eliani) † (14 de marzo de 1837-10 de julio de 1876 falleció)
  - Sede vacante (1876-1879)
- Clément Joseph David † (20 de abril de 1879-4 de agosto de 1890 falleció)
- Jean-Clément Mamarbachi † (1892-?)
- Clément Michel Bakhache † (3 de julio de 1900-3 de agosto de 1922 renunció)[nota 1])
- Grégoire Pierre Habra † (22 de octubre de 1923-21 de marzo de 1933 falleció)
- Iwannis Georges Stété † (26 de julio de 1933-20 de agosto de 1968 retirado)[nota 2])
- Clément Abdulla Eliane Rahal † (20 de agosto de 1968-30 de mayo de 1971 falleció)
- Clément Georges Schelhoth † (7 de julio de 1972-4 de septiembre de 1978 renunció)[nota 3])
- Eustathe Joseph Mounayer † (4 de septiembre de 1978-15 de mayo de 2001 retirado)
- Gregorios Elias Tabé † (24 de junio de 2001 por sucesión-12 de julio de 2019 retirado)
- Youhanna Jihad Battah, desde el 12 de julio de 2019